# Heiko Maas
Heiko Maas (Saarlouis, 19 de setembro de 1966) é um político alemão, filiado ao SPD. Em 17 de dezembro de 2013, Maas prestou o juramento como Ministro da Justiça e Proteção do Consumidor do Terceiro Gabinete Merkel.
Desde março de 2018, serve como Ministro de Relações Exteriores da Alemanha.